# MacDougal Street

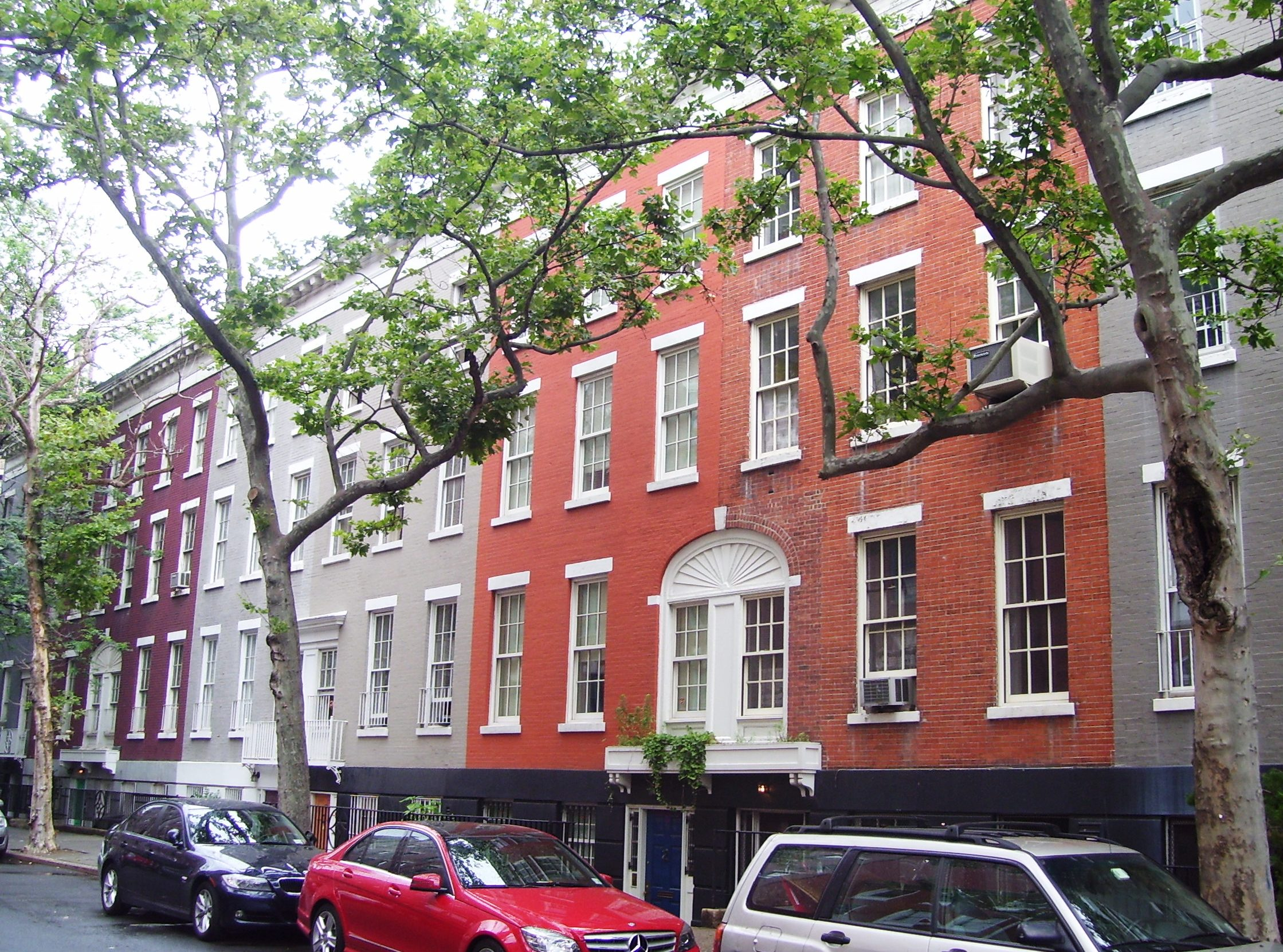
N. 82–96, parte del MacDougal–Sullivan Gardens Historic District

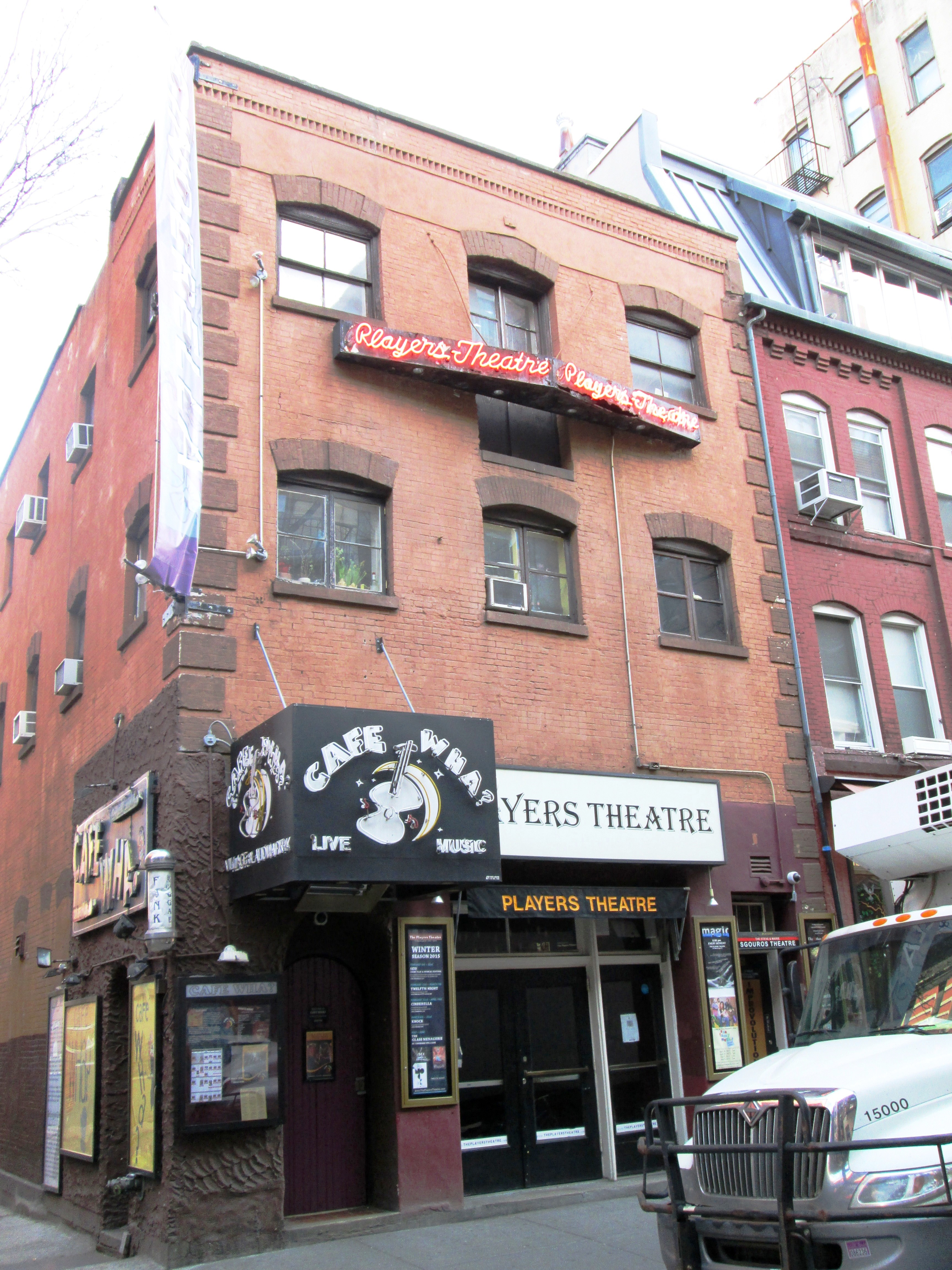
N. 115, The Players Theatre e il Cafe Wha? nel 2015

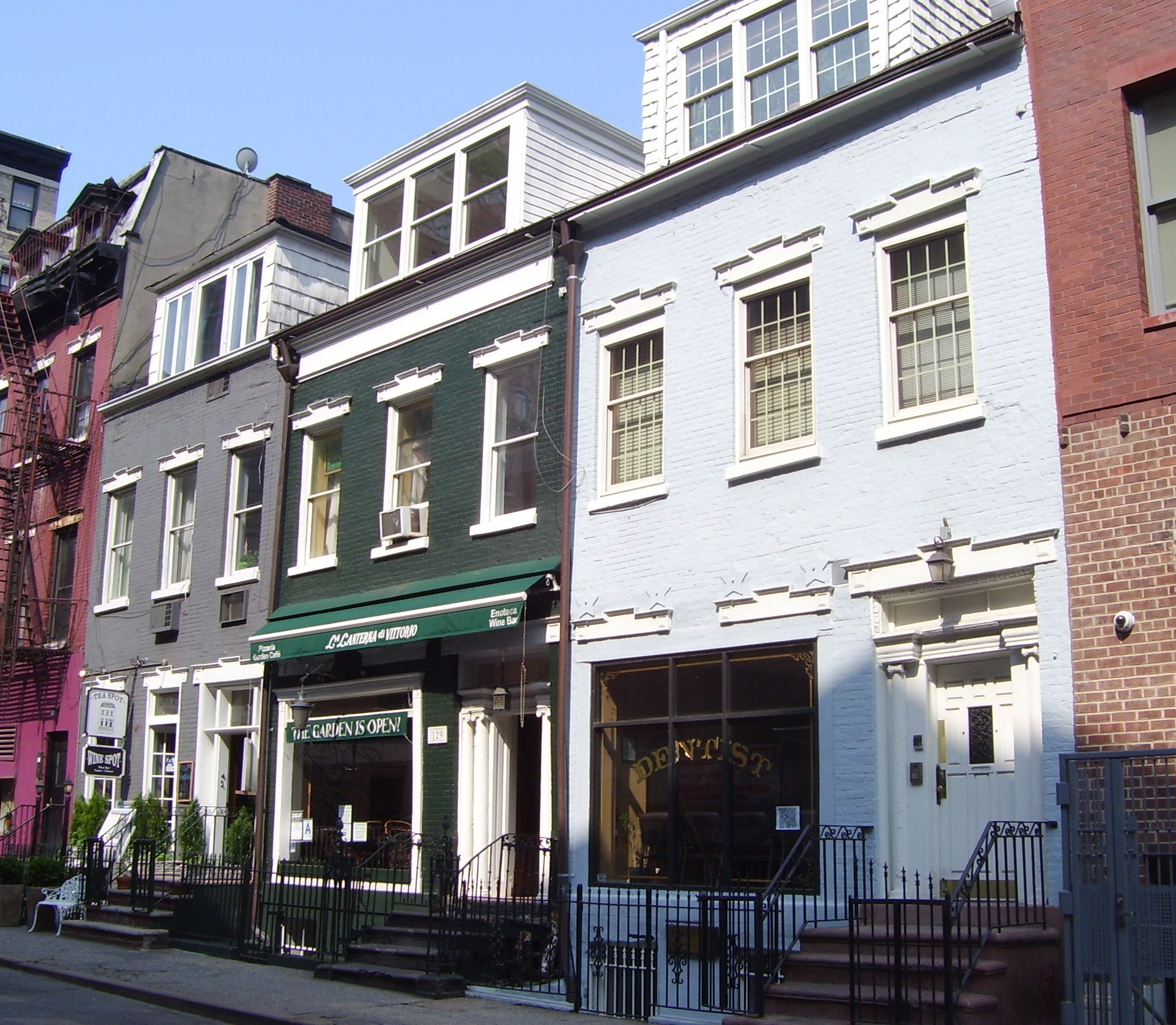
N. 127–131, dichiarati edifici storici di New York

MacDougal Street è un'arteria di New York, situata nei quartieri Greenwich Village e SoHo nel distretto di Manhattan.
Affiancata da eleganti edifici con le caratteristiche scale antincendio in facciata, residenze storiche e locali, è un simbolo della New York più bohèmienne; è stata definita "il luogo più colorato e magnetico per i turisti in gita serale nel Greenwich Village". È stata inoltre oggetto di numerose canzoni, poesie e altre forme di espressione artistica, ed è stata frequentata da numerosi personaggi famosi.
MacDougal Street è intitolata ad Alexander McDougall, un commerciante e leader militare della Guerra d'indipendenza.

## Collocazione e toponomastica
La strada è delimitata a sud da Prince Street e a nord dalla West 8th Street; la sua numerazione inizia nella parte sud. Tra Waverly Place e West 3rd Street si chiama Washington Square West e lo schema di numerazione cambia, andando da nord a sud, iniziando con il n. 29 di Washington Square West a Waverly Place e terminando con il n. 37 a West 3rd Street. Il traffico sulla strada scorre in direzione sud (centro città).

## Riferimenti in altri media
- Nel 1954 Jack Kerouac le dedicò il poema MacDougal Street Blues.
- Il cantante folk Dave Van Ronk era soprannominato "il sindaco di MacDougal Street", e una raccolta postuma della sua musica e la sua biografia scritta da Elijah Wald hanno appunto come titolo The Mayor of MacDougal Street.
- La canzone New York, New York, tratta dal musical On the Town, fa riferimento a MacDougal Street descrivendola "nel cuore del Green-Witch Village".